# The Waiting Game (album van Michael de Jong)
The Waiting Game is een studioalbum van de Nederlandse bluesmuzikant Michael de Jong. Het album werd uitgebracht in 1999.

## Achtergrond
Het album was oorspronkelijk opgenomen met een volledige band, maar De Jong was ontevreden over de opnamen en "met een simpele druk op de rode knop was alles weg".
Een overeenkomst met Universal ging uiteindelijk niet door toen De Jong hoorde dat men van plan was een soort artiestennaam, "Michael Young", op de cd-hoes te zetten. Op die manier zou zijn muziek beter verkopen, beweerden ze. Voor De Jong, die juist zijn vaders naam hoog wilde houden, was dit ondenkbaar.
Op de cd-hoes van The Waiting Game staat een foto, genomen in 1947 in Alkmaar, van de twee jaar oude De Jong.

## Ontvangst
Het album belandde op #33 in de jaarlijst 1999 van muziekblad OOR.

## Tracklist
| Nr. | Titel                    | Duur |
| --- | ------------------------ | ---- |
| 1.  | Go Ahead and Tell Me     | 3:43 |
| 2.  | The Waiting Game         | 5:29 |
| 3.  | Early Morning Train      | 3:57 |
| 4.  | Throw This Dog a Bone    | 5:40 |
| 5.  | Those Were the Best Days | 4:09 |
| 6.  | Second Hand Shoes        | 3:20 |
| 7.  | Oh, My Love              | 6:23 |
| 8.  | Last of the Wild Horses  | 4:50 |
| 9.  | Desperate t Believe      | 7:17 |
| 10. | Can't Let Go             | 3:26 |